# 潘鑑 (正德進士)
潘鑑（1482年—1544年），字希古，號方塘、又号古泉，直隸徽州府婺源縣（今江西婺源縣）人。明朝政治人物。

## 生平
治《書經》，由國子生中式弘治十四年（1501年）辛酉科應天府鄉試第五十四名舉人，正德三年（1508年）戊辰科會試第二百十五名，第三甲第九十九名進士。授南京大理寺評事，历大理寺副、右寺正。正德十一年（1516年）十月陞福建按察司僉事，討福建海寇黄伯顺等有功。丁内艰，服阕，復除浙江佥事。嘉靖二年（1523年）十二月升贵州按察司副使，告归。丁外艰，復任河南信阳兵备副使，八年八月升四川按察使，改山西，历升浙江右布政使、四川左布政使，十三年九月累陞都察院右副都御史，廵撫四川。十五年四月擢工部右侍郎，總督川貴湖廣諸省採木，二十一年闰五月晋都察院右都御史，二十二年三月專管四川、贵州採木，十二月採木工程完成，升工部尚書，准回籍。二十三年二月進兵部尚書，兼都察院右副都御史、提督兩廣軍務，七月行次饶州，以病連疏乞休歸，九月卒，贈太子太保，諡襄毅。

## 著作
有《潘襄毅公文集》。

## 家族
曾祖潘濟生。祖父潘遗安。父潘琦。母施氏。重庆下，行一，弟锦、镗。

## 墓葬
其墓在婺源縣中云镇霞港新屋村的枫树山上，于2004年被發現，並出土墓志銘。